# لويس فيغا
لويس فيغا (بالإسبانية: Luis Vega González)‏ هو رياضياتي إسباني، ولد في 16 يوليو 1960.